# Abryna buccinator
Abryna buccinator là một loài bọ cánh cứng trong họ Cerambycidae.